# Art Kane
Pour les articles homonymes, voir Kane.
Art Kane, né Arthur Kanofsky le 9 avril 1925 à New York et mort le 3 février 1995 dans sa résidence dans le comté de Garrard (Kentucky) est un photographe américain.

## Biographie
Actif à partir des années 1950 jusqu'au début des années 1990, il a notamment réalisé de nombreux portraits de musiciens dont Bob Dylan, Sonny and Cher, Aretha Franklin, Frank Zappa, Jim Morrison, Janis Joplin, The Rolling Stones et The Who.
Sa photographie la plus connue est A Great Day in Harlem.